# 魯迅文学院
魯迅文学院（ろじんぶんがいん、英語: Lu Xun Literary Institute）は、中国北京市朝陽区に本部を置く中国の公立大学。1950年創立、1950年大学設置。

## 沿革
1950年10月、魯迅文学院の起源となる「中央文学研究所」を中華人民共和国文化部と中国文学芸術界連合会が設立。丁玲が所長（学長）、張天翼が副所長（副学長）に就任した。
1954年、「中央文学講習所」と改称し、中国作家協会の管轄下に入った。しかし、所長の丁玲と陳企霞による党批判問題のため、1958年に教務停止となる。1978年の中国共産党第十一期中央委員会第三回全体会議の後、中央文学講習所を復校。しかし、校舎はなくなっていたため、借り上げて再開学した。1984年、名称を「魯迅文学院」に変更。同時に、北京市朝陽区八里荘に校舎竣工。
2001年、中国共産党中央宣伝部の支持のもと、新たな校舎に建て替えられ、施設も拡充された。

## 教育体制

### 専業
「学院」も「系」も日本の大学の学部にほぼ相当する。「学部」は「学院」と「系」の上の編成で、実体はなく、日本の「学部」とは位置付けが異なっている。妙訳がないのでそのまま記す。
- 小説
- 詩歌
- 歌詞
- 散文
- 伝記
- 報告文学
- 影視編劇

### 所在地
- 旧所在地 - 北京市東郊八里荘南里。
- 現在地 - 北京市朝陽区育慧南路。

## 関連人物一覧

### 学長
中央文学研究所時代
- 1950年～1953年：丁玲

中央文学講習所時代
- 1953年～1956年：田間
- 1953年～1956年：呉伯簫

中央文学講習所時代(再興)
- 1982年～1984年：延沢民
- 1982年～1985年：李清泉

魯迅文学院
- 1985年～1990年：唐因
- 1991年～2004年：賀敬之

2004年～2013年：張健
- 2013年～2014年：銭小芊
- 2015年～：吉狄馬加

### かつて在籍した教員
- 郭沫若
- 胡喬木
- 周揚
- 茅盾
- 鄭振鐸
- 葉聖陶
- 老舎
- 曹禺
- 呉組緗
- 艾青
- 何其芳
- 張天翼
- 田間

### 卒業生
- 蒋子龍
- 葉文玲
- 葉辛
- 陳国凱
- 王安憶
- 張抗抗
- 高洪波
- 竹林
- 鄧剛
- 趙本夫
- 朱蘇進
- 喬良
- 劉毅然
- 劉兆林
- 莫言[3]
- 劉以林
- 畢淑敏
- 余華
- 劉震雲
- 周大新
- 遅子建
- 陸天明
- 張平
- 周梅森
- 何申
- 范小青
- 秦文君
- 葉広苓
- 王旭峰
- 嚴歌苓